# Typophyllum truncatifolium
Typophyllum truncatifolium är en insektsart som beskrevs av Walker, F. 1870. Typophyllum truncatifolium ingår i släktet Typophyllum och familjen vårtbitare. Inga underarter finns listade i Catalogue of Life.